# Catedral de la Santísima Trinidad (Dáet)
La Catedral de la Santísima Trinidad de Dáet es una importante catedral de rito latino y católica ubicada en Dáet, Camarines Norte, en Filipinas fue erigida en 1984, cuando la diócesis de Dáet fue creada por una Bula Papal del 27 de mayo de 1954. El actual rector es Monseñor Gilbert A. Garcera.
El establecimiento de la parroquia llevó mucho tiempo de preparación. Todo comenzó mucho antes de Camarines Norte se convirtiera en una diócesis. La Iglesia Catedral fue consagrada el 1 de septiembre de 1984, en la celebración de la primera década de la diócesis.